# Tane Ikai
Tane Ikai  (猪飼たね?, Ikai Tane) (Kansei, 18 gennaio 1879 – Nagoya, 12 luglio 1995) è stata una supercentenaria giapponese, vissuta 116 anni e 175 giorni.
Detenne il titolo di Decana del Giappone dal 16 giugno 1992 sino alla sua morte, nonché quello di "Persona più vecchia mai nata in Giappone" per quasi vent'anni, sino al 2014, quando Misao Okawa infranse il suo record.
Rimane, ancora oggi, la 22ª persona più longeva di sempre la cui età sia stata accertata.

## Biografia
Nacque il 18 gennaio 1879 a Kansei, nella prefettura di Aichi, in Giappone. Era terza di sei figli di una famiglia contadina, nella quale diversi membri avevano raggiunto un'età piuttosto avanzata: sia suo padre sia suo nonno morirono a più di novant'anni.
Si sposò nel 1899, all'età di 20 anni; dopo 18 anni di matrimonio e quattro figli (tre maschi e una femmina), si separò dal marito nel 1917, all'età di 38 anni.
Alla morte dell'ultima figlia, avvenuta quando Ikai aveva 89 anni, decise di trasferirsi in una casa di riposo. Qui visse per oltre dieci anni in quasi completa autonomia, partecipando ad attività comunitarie concernenti la ceramica e il cucito; a 99 anni ebbe però un ictus che la debilitò fortemente. 
A 109 anni ebbe un altro colpo apoplettico; per i successivi sette anni sarebbe stata costretta a letto in ospedale.
Alla morte della centoquattordicenne Waka Shirahama, avvenuta il 16 giugno 1992, Ikai divenne la persona vivente più vecchia del Giappone. L'anno seguente ne superò il record, divenendo la più vecchia supercentenaria documentata mai vissuta nell'arcipelago nipponico.
I suoi pasti abituali erano costituiti da riso, nei suoi ultimi anni tre ciotole al giorno. Quando la sua salute glielo permetteva, usava conversare con il personale sanitario che si prendeva cura di lei.
Morì il 12 luglio 1995, all'età di 116 anni e 175 giorni. Sul suo corpo fu effettuata un'autopsia, che stabilì la causa del decesso, un'insufficienza renale; stava inoltre sviluppando dei tumori in diversi organi vitali, mentre fu accertata la presenza della malattia di Alzheimer.